# Roscoe Engel
Roscoe Engel (né le 6 mars 1989 au Cap) est un athlète sud-africain, spécialiste du sprint.

## Biographie
Il remporte la médaille d'or du relais 4 × 100 m lors des Championnats d'Afrique 2012, à Porto-Novo, en compagnie de Hannes Dreyer, Simon Magakwe et Thuso Mpuang. 

### Palmarès
| Date | Compétition                   | Lieu        | Résultat | Épreuve   | Temps   |
| ---- | ----------------------------- | ----------- | -------- | --------- | ------- |
| 2008 | Championnats du monde juniors | Bydgoszcz   | 3e       | 4 × 100 m | 39 s 70 |
| 2012 | Championnats d'Afrique        | Porto-Novo  | 1er      | 4 × 100 m | 39 s 26 |
| 2015 | Jeux africains                | Brazzaville | 4e       | 100 m     | 10 s 45 |
| 2018 | Coupe du monde                | Londres     | 3e       | 4 x 100 m | 38 s 53 |

### Records
| Épreuve | Performance | Lieu     | Date         |
| ------- | ----------- | -------- | ------------ |
| 100 m   | 10 s 06     | Pretoria | 15 mars 2018 |
| 200 m   | 20 s 44     | Pretoria | 17 mars 2018 |